# Coenocalpe zerhounaria
Coenocalpe zerhounaria är en fjärilsart som beskrevs av Charles Oberthür 1921. Coenocalpe zerhounaria ingår i släktet Coenocalpe och familjen mätare. Inga underarter finns listade i Catalogue of Life.